# Massacre de Darey-Daye
Le massacre de Darey-Daye a lieu le 15 mars 2021, lors de la guerre du Sahel.

## Déroulement
Le 15 mars 2021, selon un communiqué du gouvernement nigérien, des hommes armés interceptent « quatre véhicules transportant des passagers de retour du marché hebdomadaire de Bani-Bangou en partance respectivement aux villages de Chinégodar et Darey-Daye ». Les passagers sont exécutés, tandis que des habitants du village de Darey-daye sont tués et que des greniers sont incendiés. 

## Bilan humain
Selon le communiqué du gouvernement nigérien donné le soir du 16 mars, le bilan est de « 58 personnes tuées, une personne blessée, plusieurs greniers et deux véhicules incendiés, deux véhicules emportés ». Le bilan est ensuite élevé à 66 morts. Le gouvernement décrète un deuil national de trois jours. 